# La Merced, Delicias
La Merced är en ort i Mexiko.   Den ligger i kommunen Delicias och delstaten Chihuahua, i den nordvästra delen av landet, 1 200 km nordväst om huvudstaden Mexico City. La Merced ligger 1 188 meter över havet och antalet invånare är 124.
Terrängen runt La Merced är platt åt sydväst, men åt nordost är den kuperad. Terrängen runt La Merced sluttar västerut. Runt La Merced är det glesbefolkat, med 9 invånare per kvadratkilometer. Närmaste större samhälle är Ciudad Delicias, 12,9 km sydväst om La Merced. Trakten runt La Merced består till största delen av jordbruksmark.